# From the Choirgirl Hotel
From the Choirgirl Hotel — четвёртый сольный студийный альбом американской певицы Тори Эймос, вышедший в 1998 году. В отличие от её предыдущих альбомов, From the Choirgirl Hotel является проектом, к которому была привлечена целая рок-группа (вместо обычного клавишного звучания Эймос). После релиза в мае 1998 года, альбом дебютировал в США на пятой позиции и в Великобритании на шестой. Подкрепленный успехом предыдущих альбомов, From the Choigirl Hotel является самым сильным дебютом Эймос в первые дни продажи. В США в первую неделю было распродано 153000 копий. Эймос также была номинирована на две награды Грэмми в 1999 году.
Сингл «Spark» стал хитом после его выпуска в июне 1998 года (пока это последний сингл, попавший в UK Top 40, он также добрался до 49-й позиции в US Chart single), затем вышли «Jackie’s Strength» (сентябрь 1998) и «Cruel/Raspberry Swirl» (ноябрь 1998 года).
В тур Plugged '98 Tour в поддержку альбома Эймос отправилась с группой музыкантов (участник записи альбома, Мэтт Чемберлен, на барабанах, Джон Эванс на басу, и давний соратник Тори, Стив Катон, на гитаре).
From the Choirgirl Hotel начал записываться 8 сентября 1997 года на студии, принадлежащей Марку Хоули, мужу Тори, мастеринг был завершен к началу февраля 1998 года. Следуя тенденциям, установленным в 1996 году Boys for Pele, Эймос сделала ремиксы на некоторые песни: таким образом «Jackie’s Strength» и «Raspberry Swirl» стали клубными хитами. Тематика альбома очень тесно связана с личной трагедией певицы — у неё случились два выкидыша в 1996 и 1998 году.
Тематически и концептуально, заголовок является отсылкой к вымышленному, мнимому пространству, где песни живут своей жизнью. Эймос говорила, что каждая песня на новом альбоме отражает моменты жизни, через которые она прошла: «Так, „Cruel“ появилась в порыве гнева. „She’s Your Cocaine“ и „Iieee“ родились, когда я являла собой образец жертвенности. Но в других песнями показано, что мне удалось найти новый смысл и новую ценность жизни — вот так, через потерю».
Обложка альбома была создана британским фотографом, Катериной Джебб. Изображение показывает фотокопии Эймос (в различных позах), просканированные на копировальном аппарате размером с человека.
| Оценки критиков      | Оценки критиков |
| Источник             | Оценка          |
| -------------------- | --------------- |
| AllMusic             | [ 5 ]           |
| Details Magazine     | [ 6 ]           |
| Entertainment Weekly | (B+)            |
| Mojo                 | (Positive)      |
| NME                  | (6/10)          |
| Los Angeles Times    | [ 9 ]           |
| Pitchfork Media      | (6.7/10)        |
| Q Magazine           | [ 8 ]           |
| Rolling Stone        | [ 11 ]          |
| Spin                 | (8/10)          |

## Список композиций
Слова и музыка всех песен — Эймос.
| №   | Название                         | Длительность |
| --- | -------------------------------- | ------------ |
| 1.  | «Spark»                          | 4:13         |
| 2.  | «Cruel»                          | 4:07         |
| 3.  | «Black-Dove (January)»           | 4:38         |
| 4.  | «Raspberry Swirl»                | 3:58         |
| 5.  | «Jackie's Strength»              | 4:26         |
| 6.  | «i i e e e»                      | 4:07         |
| 7.  | «Liquid Diamonds»                | 6:21         |
| 8.  | «She's Your Cocaine»             | 3:42         |
| 9.  | «Northern Lad»                   | 4:19         |
| 10. | «Hotel»                          | 5:19         |
| 11. | «Playboy Mommy»                  | 4:08         |
| 12. | «Pandora's Aquarium»             | 4:45         |
| 13. | «Purple People (JP Bonus Track)» | 4:12         |

## Би-сайды
Этот альбом, как и большинство альбомов Эймос, также известный своей коллекцией оригинальных би-сайдов. Эймос записала множество песен, которые не попали в альбом, но были выпущены на синглах или исполнены вживую на концертах. Песни «Cooling», «Never Seen Blue» и «Beulah Land» были изначально написаны и записаны в 1996 году для альбома Boys for Pele. В 2010 году несколько треков с альбомного демо-диска были выложены в Интернет, включая новый трек «Violet’s Eyes». Частично эта песня была включена в «Almost Rosey» и «Miracle» для альбома American Doll Posse (2007).
| Название би-сайда                        | Сингл                                                    |
| ---------------------------------------- | -------------------------------------------------------- |
| «Purple People»                          | «Spark» (1998)                                           |
| «Bachelorette»                           | «Spark» (1998)                                           |
| «Have Yourself A Merry Little Christmas» | «Spark» (UK CD1) (1998)                                  |
| «Do It Again»                            | «Spark» (UK CD2) (1998)                                  |
| «Cooling»                                | «Spark» (UK CD2) (1998)                                  |
| «Never Seen Blue»                        | «Jackie’s Strength» (US) (1998)                          |
| «Beulah Land»                            | «Jackie’s Strength» (US) (1998)                          |
| «Merman»                                 | No Boundaries: A Benefit for the Kosovar Refugees (1998) |
| «Violet’s Eyes»                          | Unreleased, leaked in 2010                               |

## Позиции в чартах
| Year | Чарт                                 | Позиция |
| ---- | ------------------------------------ | ------- |
| 1998 | Billboard 200 (U.S.)                 | 5       |
| 1998 | Official UK Album Chart (UK)         | 6       |
| 1998 | IFOP Album Chart (France)            | 30      |
| 1998 | Norway Album Chart (Norway)          | 9       |
| 1998 | Irish Album Chart (Ireland)          | 10      |
| 1998 | Icelandic Album Chart (Iceland)      | 2       |
| 1998 | Austrian Album Chart (Austria)       | 11      |
| 1998 | ARIA Album Chart (Australia)         | 8       |
| 1998 | Canadian Album Chart (Canada)        | 10      |
| 1998 | German Album Chart (Germany)         | 13      |
| 1998 | Rabo Album Top 100 (the Netherlands) | 24      |
| 1998 | NZ Album Chart (New Zealand)         | 26      |
| 1998 | Swedish Album Chart (Sweden)         | 26      |
| 1998 | Swiss Album Chart (Switzerland)      | 31      |

| Название                           | Чарт                                   | Позиция |
| ---------------------------------- | -------------------------------------- | ------- |
| «Spark» (1998)                     | US Modern Rock Tracks                  | 13      |
| «Spark» (1998)                     | UK Singles Chart                       | 16      |
| «Spark» (1998)                     | Canadian Hot 100                       | 25      |
| «Spark» (1998)                     | US Adult top 40                        | 32      |
| «Spark» (1998)                     | Irish Singles Chart                    | 35      |
| «Spark» (1998)                     | U.S. Billboard Hot 100                 | 49      |
| «Spark» (1998)                     | Australian Singles Chart               | 50      |
| «Spark» (1998)                     | Billboard Hot 100 Singles Sales (U.S.) | 61      |
| «Spark» (1998)                     | Billboard Hot 100 Airplay (U.S.)       | 65      |
|                                    |                                        |         |
| «Jackie’s Strength» (remix) (1999) | Hot Dance Music/Club Play              | 01      |
| «Jackie’s Strength» (remix) (1999) | Billboard Maxi-Singles (U.S.)          | 05      |
| «Jackie’s Strength» (1999)         | Canadian Hot 100                       | 12      |
| «Jackie’s Strength» (1998)         | Billboard Hot 100 Singles Sales (U.S.) | 33      |
| «Jackie’s Strength» (1998)         | U.S. Billboard Hot 100                 | 54      |
|                                    |                                        |         |
| «Raspberry Swirl» (1998)           | Canadian Hot 100                       | 20      |
| «Raspberry Swirl/Cruel» (1998)     | Billboard Hot 100 Singles Sales (U.S.) | 38      |
| «Raspberry Swirl» (1998)           | Australian Singles Chart               | 57      |